# Scytalopus affinis
Scytalopus affinis là một loài chim trong họ Rhinocryptidae.